# Viorica Viscopoleanu
Viorica Viscopoleanu (dekliški priimek Belmega), romunska atletinja, * 8. avgust 1939, Storožinec, Romunija.
Nastopila je na poletnih olimpijskih igrah v letih 1964, 1968 in 1972, leta 1968 je dosegla uspeh kariere z osvojitvijo naslova olimpijske prvakinje v skoku v daljino, leta 1964 je bila peta, leta 1972 pa sedma. Na evropskih prvenstvih je osvojila srebrno medaljo leta 1969, na evropskih dvoranskih prvenstvih pa zlato in bronasto medaljo. Ob olimpijskem naslovu je 14. oktobra 1968 postavila nov svetovni rekord v skoku v daljino s 6,82 m, ki je veljal dve leti.  